# Alexander Borissowitsch Samolodtschikow
Alexander Borissowitsch Samolodtschikow (russisch Александр Борисович Замолодчиков, englische Umschrift Zamolodchikov; * 18. September 1952 in Dubna) ist ein russischer, in den USA arbeitender theoretischer Physiker.
Samolodtschikow studierte am Moskauer Institut für Physik und Technologie Kerntechnik und machte dort 1975 seinen Abschluss als Ingenieur. 1978 promovierte er am Institut für Theoretische und Experimentelle Physik in Moskau. Ab 1978 war er Professor am Landau-Institut in Tschernogolowka. Seit 1990 ist Samolodtschikow Professor für Physik an der Rutgers University. Er ist vor allem für seine fundamentale Pionierarbeit über konforme Feldtheorien mit Alexander Poljakow und Alexander Belawin bekannt. Mit Wadim Genrichowitsch Knischnik führte er die nach ihnen benannten KZ-Gleichungen in die konforme Feldtheorie ein.
1986 bewies er sein c-Theorem, das in zwei Dimensionen die Existenz einer monoton mit dem Fluss der Renormierungsgruppe (RG) abnehmenden Funktion sicherstellt (einer Funktion der Kopplungskonstanten und Energieskala), die an den Fixpunkten der RG konstante (die konformen Feldtheorien entsprechen), von der Energieskala unabhängige Werte einnimmt (die zentralen Ladungen der konformen Feldtheorien). Eine Verallgemeinerung des Theorems auf vier Dimensionen stammt von John Cardy und wurde 2011 von Zohar Komargodski und Adam Schwimmer bewiesen. Für die Festkörperphysik wäre ein ähnliches Theorem für drei Dimensionen (zwei Raum-, eine Zeitdimension) von Interesse, für ungeradzahlige Dimensionen ist das Problem aber offen.
1999 erhielt er den Dannie-Heineman-Preis für mathematische Physik, 2003 den Humboldt-Forschungspreis und 2011 mit Édouard Brézin und  John Cardy die Dirac-Medaille (ICTP). Ebenso 2011 erhielt er mit Sascha Belawin und Alexander Poljakow den Lars-Onsager-Preis. 1999 wurde er Fellow der American Physical Society. 2012 wurde Somolodtschikow in die American Academy of Arts and Sciences gewählt, 2016 in die National Academy of Sciences. Für 2014 wurde ihm der Pomerantschuk-Preis und für 2024 gemeinsam mit John Cardy der Breakthrough Prize in Fundamental Physics zugesprochen.
Sein Zwillingsbruder Alexei Samolodtschikow (1952–2007) war ebenfalls theoretischer Physiker.